# 华冲镇
华冲镇，是中华人民共和国江苏省宿迁市沭阳县下辖的一个乡镇级行政单位。 是江苏省重点镇，位于江苏沭阳县北部27公里，镇域面积56平方公里。沭阳古镇之一，兴集于清朝中叶，由于沭河流经境内，相传每到汛期，洪水泛滥，常常决口，因而得名。

## 行政区划
华冲镇下辖以下地区：
华冲社区、大尖社区、丁庄村、官沟村、柳口村、杨柳村、仲林村、站墩村、东园村、伍滩村、汤庄村和经堂村。